# Емилия Масларова
Емилия Радкова Масларова е български политик от БСП, министър на заетостта и социалните грижи (20 декември 1990 – 8 ноември 1991 г.) и министър на труда и социалната политика (17 август 2005 – 27 юли 2009 г.).

## Биография
Родена на 3 юли 1949 г. в Якоруда. Завършила е висше икономическо образование в УНСС. Омъжена е (втори брак) за Антон Масларов – син на комунистическия функционер Иван Масларов.
Председател на Демократичния съюз на жените. Член на ВС на БСП. Член на Съвета по социално-икономическа политика. Съпредседател на Съвета по демография и здравеопазване.
Народен представител. Избрана за депутат в 38-о и (от 27-и МИР – Област Стара Загора) в XXXIX и XL НС. Заместник-председател на парламентарната група на Демократичната левица в XXXVIII НС и на Коалиция за България в XXXIX НС и XL НС.
Избрана за министър на заетостта и социалните грижи в правителството на Димитър Попов и за министър на труда и социалната политика в правителството на Сергей Станишев.
През 2008 г. способства за приватизиране на държавната фирма „Русалка“, както и СПА-комплекса „Армира“ в курорта Старозагорски минерални бани.
В 2010 година печели конкурс за доцент в катедра „Социални дейности“ при Медицинския факултет на Тракийския университет.

## Съдебни дела срещу Емилия Масларова
През ноември 2009 г. ѝ е повдигнато обвинение в злоупотреба с над 10 милиона лева заради нагласени обществени поръчки в управляваното от нея министерство. Масларова сама се отказва от имунитета си на народен представител, за да бъде разследвана от прокуратурата. Малко по-късно един от свидетелите по делото е пребит. Две години по-късно свидетелят Тодор Павлов се отказва от показанията си.
Емилия Масларова е на свобода срещу гаранция от 50 хиляди лева, става ясно от официалното съобщение на прокуратурата.
Срещу Емилия Масларова се води дело за престъпления по служба и длъжностно присвояване в особено големи размери, докато е била министър на труда и социалната политика в правителството на тройната коалиция (КБ, ДПС и НДСВ). Делото се води в Софийския градски съд. Масларова е обвинена, че е присвоила 11 038 405,55 лева покрай ремонт на социален дом в Стара Загора, който е извършван в периода от ноември 2007 до 15 май 2009 г. Предполагаемата схема е следната: чрез заобикаляне на Закона за обществените поръчки е избрана подходяща фирма изпълнител; по сметка (или сметки) на тази фирма се превеждат парите за ремонта; тези пари се отклоняват от предназначението си чрез съставяне на неверни счетоводни документи; отклонените пари се инвестират в дружества на бизнесмените Михаил Методиев и Венцислав Драганов. Те също са подсъдими. Заедно с тях подсъдими са и главният секретар на МТСП Иван Пенев и заместник министърът на труда и социалната политика Димитър Димитров.
В 2015 година Масларова е оправдана.